# Pate Island
Pate Island (englisch; bulgarisch остров Пате ostrow Pate, deutsch ‚Enteninsel‘) ist eine größtenteils unvereiste, in west-östlicher Ausrichtung 667 m lange und 390 m breite Insel in der Gruppe der Vedel-Inseln im Wilhelm-Archipel vor der Graham-Küste des Grahamlands auf der Antarktischen Halbinsel. Sie liegt 4,9 km nordwestlich der Petermann-Insel, 160 m nordöstlich von Kormoran Island, 1 km südöstlich von Bager Island und 105 m südwestlich der Friedburginsel.
Britische Wissenschaftler kartierten sie 2001. Die bulgarische Kommission für Antarktische Geographische Namen benannte sie 2020 deskriptiv, da sie in ihrer Form an eine Ente erinnert.